# Constante de Lebesgue
Ne pas confondre avec les constantes de Lebesgue liées aux séries de Fourier
En mathématiques, la constante de Lebesgue liée à un ensemble de points donne une idée de la qualité de l'interpolant d'une fonction aux points donnés par rapport à la meilleure approximation polynomiale de cette fonction à degré fixé. Elle est nommée d'après Henri Lebesgue.

## Définition
Soient T = x0, …, xn des points d'un intervalle [a, b] contenant ces nœuds. Définir une interpolation polynomiale revient à projeter la fonction f sur un polynôme p. On obtient ainsi une fonction Π de l'espace des fonctions continues C([a, b]) vers lui-même, en fait une projection sur le sous-espace Pn des polynômes de degré au plus n. 
La constante de Lebesgue Λn(T) est alors une norme d'opérateur de Π. Il reste alors à définir une norme sur C([a, b]), cependant, dans ce cadre, la norme infinie est la plus courante.

## Propriétés
La constante de Lebesgue borne l'erreur d'interpolation :
{\displaystyle \|f-\Pi (f)\|\leq (\Lambda _{n}(T)+1)\|f-P\|}
où P désigne la meilleure approximation polynomiale de f par un polynôme de Pn :
{\displaystyle \|f-P\|=\min _{\pi \in P_{n}}\|f-\pi \|}.
Les normes seront ici toutes considérées comme la norme infinie. On a :
{\displaystyle \|f-\Pi (f)\|\leq \|f-P\|+\|P-\Pi (f)\|},
par l'inégalité triangulaire. Or, Π étant une projection sur Pn, il vient
{\displaystyle P-\Pi (f)=\Pi (P)-\Pi (f)=\Pi (P-f)},
ce qui permet de conclure. Notons que cette relation vient aussi de l'application du lemme de Lebesgue.
Ainsi, l'interpolation polynomiale est plus mauvaise que la meilleure interpolation polynomiale possible au facteur Λn(T) + 1 près. L'idée serait donc de trouver un ensemble de points ayant la plus faible valeur possible.
En utilisant la base des polynômes interpolateurs de Lagrange sur les points (xi) :
{\displaystyle l_{i}(x):=\prod _{\begin{smallmatrix}j=0\\j\neq i\end{smallmatrix}}^{n}{\frac {x-x_{j}}{x_{i}-x_{j}}}},
on pose la fonction de Lebesgue
{\displaystyle \lambda _{n}(x)=\sum _{i=0}^{n}|l_{i}(x)|},
qui permet d'exprimer la constante de Lebesgue liée aux nœuds par le maximum de cette fonction :
{\displaystyle \Lambda _{n}(T)=\max _{x\in [a,b]}\lambda _{n}(x)}.
Donner une expression explicite de cette constante reste cependant difficile.

## Constantes de Lebesgue minimales
Dans le cas des nœuds équidistants, la constante de Lebesgue croît exponentiellement :
{\displaystyle \Lambda _{n}(T)\ {\underset {n\to \infty }{\sim }}\ {\frac {2^{n+1}}{\mathrm {e} \,n\ln n}}}.
Dans le cas des nœuds de Tchebychev, la croissance est logarithmique :
{\displaystyle {\frac {2}{\pi }}\ln(n+1)+a<\Lambda _{n}(T)<{\frac {2}{\pi }}\ln(n+1)+1},
avec a = 0,9625….
Si les nœuds de Tchebychev semblent un bon choix, il est possible d'améliorer la constante de Lebesgue par une transformation linéaire : en notant ti le i-ème nœud de Tchebychev, on pose si = ti⁄cos(π⁄2(n+1)). Pour ces nœuds :
{\displaystyle \Lambda _{n}(S)<{\frac {2}{\pi }}\ln(n+1)+0{,}7219\dots }.
Ces nœuds ne sont cependant pas optimaux (dans le sens où ils ne minimisent pas la constante de Lebesgue). Si l'on peut montrer qu'il existe un unique ensemble de nœuds donnant une constante optimale sous certains hypothèses, elle reste cependant à déterminer.
On se place dans le cas canonique de la recherche des n + 1 nœuds sur [–1, 1]. Si l'on impose d'avoir –1 et 1 parmi les nœuds, alors l'ensemble optimal est unique. En effet, considérons le cas n = 2. Dans ce cas, tout ensemble de la forme (–a, 0, a) est optimal dès que √8⁄3 ≤ a ≤ 1, mais si on cherche un ensemble de la forme (–1, b, 1), la forme de la fonction de Lebesgue impose b = 0.
H.-J. Rack a déterminé et explicité l'ensemble optimal avec –1 et 1 parmi les nœuds pour le cas n = 3.
Les points de Padua donnent aussi un ensemble de nœuds à croissance lente (qui reste plus importante que celle des nœuds de Tchebyshev) avec la propriété supplémentaire d'être unisolvant (en).

## Sensibilité aux valeurs de l'interpolation
Les constantes de Lebesgue apparaissent dans un autre problème. Soit p un polynôme de degré n exprimé dans la base des polynômes de Lagrange associée aux points du vecteur t (c.-à-d. le vecteur u de ses coefficients contient les valeurs p(ti). Soit {\displaystyle {\hat {p}}(x)} un polynôme dont on a légèrement modifié les coefficients u et û. On a alors l'estimation sur l'erreur relative :
{\displaystyle {\frac {\|p-{\hat {p}}\|}{\|p\|}}\leq \Lambda _{n}(T){\frac {\|u-{\hat {u}}\|}{\|u\|}}}.
La constante de Lebesgue peut ainsi être vue comme un conditionnement de l'opérateur envoyant chaque coefficient du vecteur u vers l'ensemble des polynômes de coefficients u dans la base de Lagrange.